# Пашуки (Судилківська сільська громада)
Пашуки́ — село в Україні, у Судилківській сільській територіальній громаді Шепетівського району Хмельницької області. Населення становить 476 осіб.

## Історія
У 1906 році село Хоровецької волості Ізяславського повіту Волинської губернії. Відстань від повітового міста 44 верст, від волості 2. Дворів 172, мешканців 958.

## Населення

### Мова
Розподіл населення за рідною мовою за даними перепису 2001 року:
| Мова       | Кількість | Відсоток |
| ---------- | --------- | -------- |
| українська | 473       | 99.37%   |
| російська  | 3         | 0.63%    |
| Усього     | 476       | 100%     |

## Герб
Колесо від воза і від паровоза – символ двох доріг, шосе і залізниці. Дерев’яна балка і на ній меч – символ церкви Архистратига Михаїла. Другий варіант з трьома срібними балками – три рови, які колись оточували місто.